# Bernd Fischer (Fußballspieler, 1949)
Bernd Fischer (* 11. Juni 1949) ist ein ehemaliger deutscher Fußballspieler, der als Torwart aktiv war.

## Karriere
Während seiner Karriere spielte Fischer in der DDR-Oberliga für den FC Rot-Weiß Erfurt und nahm außerdem am FDGB-Pokal teil. Seine einzigen Oberligaspiele absolvierte er in der Saison 1974/75 bei den Partien gegen FC Carl Zeiss Jena (1:0), den 1. FC Magdeburg (2:3) und den FC Karl-Marx-Stadt (0:3). Ab 1977 war Fischer für die BSG Landbau Bad Langensalza aktiv und stand u. a. beim 1:4 gegen die BSG Wismut Aue in der zweiten Hauptrunde des FDGB-Pokals 1980/81 im Tor.